# 宝塚市役所放火事件
宝塚市役所放火事件（たからづかしやくしょほうかじけん）は、2013年（平成25年）7月12日に兵庫県宝塚市の同市役所本庁舎で発生した放火・殺人未遂事件であり、行政機関に対する不当要求行為に端を発した行政対象暴力事件である。

## 事件の経過
2013年7月12日午前9時20分頃、市役所本庁舎1階の市税収納課へ男が納税相談のため訪れた。当初職員1名で対応したが、男が声を荒らげていたためさらに1名が対応に加わった。この時、男の持ち物は相談窓口のカウンターに遮られて職員からは確認できなかった。9時35分頃、男は激高して「おれの人生めちゃめちゃや。おれの答えはこれや」と述べ、火炎瓶をかばんから取り出してカウンター越しに職員の座席へ投げ入れた。火炎瓶はワインボトルにガソリンを入れたもので、1本目は火の付いていない状態で職員の頭部へ当たり、2本目はライターで火を付けた状態だった。前後してポリタンクに入ったガソリンをカウンター内にぶちまけた。
これにより発生した火炎はすぐに天井に達し、職員が消火器を使用して初期消火に当たったものの一部しか消火できず、屋内消火栓の使用も試みたが有効な放水に至らないまま、火勢が猛烈なため消火活動を中止して避難を開始した。被災した部署では黒煙が天井を伝って視界を遮り避難が阻害された。市税収納課を始めとして、カウンター前が火災となったために避難経路がベランダに限られた部署もあった。初期消火の際に気道熱傷を負った職員1名がベランダで倒れたが、周囲の職員により救出された。9時50分頃までに庁舎内にいた市民52名、職員642名は全員避難を完了した。
男は追いかけた市税収納課などの職員により庁舎G階（グラウンドフロアー、地上階）で取り囲まれた。お茶を飲んでいた男は発見した職員に「何をしよんや」と尋ねられると「何が悪いんや」と居直った。たばこに火を付けようとして止められ「おまえら税金で飯食っとんやろ。市民をもっと大事にせんかい」などと大声を上げて職員ともみ合いになった。職員1名へ暴行を加えたため取り押さえられ、その後に臨場した警察官へ引き渡された。
火災は迅速な消火活動により早期に鎮火したものの、職員4名と来庁していた市民2名の計6名が負傷（中等症から軽症）。男の投げた火炎瓶が頭部に当たった職員1名が全治約7日間の打撲・皮下血腫、消火に当たった職員1名が全治約15日間の気道熱傷などを負った。

## 犯人
逮捕されたのは宝塚市内に住む60代の男だった。1995年に同市内でマンションを購入したが、固定資産税の滞納を続けたため2003年8月に市によってマンションが差し押さえられた。同年以降、税金相談で複数回市役所を訪れたが、税金未納分の分割払いを催促されると大声で怒鳴り散らすこともあった。2012年11月5日に市税収納課を訪れた際には、対応した職員に対して「差押えをしたのはお前らか。俺は１回死んだ。俺よりももっとひどい目にあわせたるからな。お前らの家族も覚えとけよ」などと述べ、職員の顔を携帯電話機で撮影した。その他、電話での税金相談の際にも同様に大声で苦情を申し立てることがあったという。
マンションの管理会社によれば管理費などを滞納したことはなかったが、マンションの住民によれば周囲との親交はあまりなく、事件の7、8年前には仕事道具を保管するためのプレハブ小屋をマンション敷地内に無断で設置して他の住民とトラブルになり、撤去を求められると「何が悪いんや」などと激高したという。かつては日雇いでごみ処理関係の仕事などをしていたが、2012年末以降は仕事をしておらず、貯金40万円を切り崩しながら生活していて、事件時には3万7000円しか残っていなかった。
男は建造物侵入、現住建造物等放火、殺人未遂、そして2012年11月5日に市職員へ害悪の告知を行い職務を妨害したとして公務執行妨害に問われ、2014年2月7日、一審で懲役18年（求刑懲役21年）の判決が下った。2014年7月1日の控訴審判決、2014年10月10日の上告審判決でも結論は変わらなかった。

## 宝塚市の対応
この事件により直接に火災現場となった宝塚市役所1階フロアーでは、面積約2200平方メートル（階段部等を含む）のうち1442.2平方メートルが焼損した。被災した部署は市税収納課、市民税課、資産税課、新エネルギー推進課、環境政策課、生活環境課、観光企画課、農政課、農業委員会、会計課の計9課1委員会、そして指定金融機関窓口に及び、カウンターやロッカー、パソコンなどの什器類にも被害があった。その他のフロアーについては煙害（什器類等への煤の付着）以外の顕著な焼損被害はなかった。火災現場の階下であるG階では、保育課、子育て支援課（家庭児童相談室）、食堂、売店、集中書庫、防災倉庫が、消火活動の際の放水により天井部分や什器類に水損被害を受けた。特に子育て支援課（家庭児童相談室）は被害が大きく、同一場所での業務再開は不可能な状態だった。
宝塚市は事件発生4日後の7月16日に市庁舎火災事案検証委員会を立ち上げ（10月29日に市庁舎放火事件検証委員会へ改称）、全職員へのアンケートや被災部署職員、消防本部などの関係部署へのヒアリングを実施し、9月には中間報告書をまとめた。被災現場の復旧工事は中間報告書の内容を踏まえて行われ、12月24日に全ての被災部署が通常業務を再開した。
この事件の検証に基づき、宝塚市は書類のファイリングロッカーへの収納の徹底、ペーパーレス化、消防訓練を通じた消火器・消火栓の操作の習熟度向上、避難誘導の方法の変更、防災センター配置の警備員と市職員の連携、防災センターから消防本部への自動通報装置の整備など、庁舎の火災対策に取り組んでいる。また、放火事件であったことから、防犯カメラの増設、さすまたの配備、防犯交通安全課の警察出身職員の増員などの防犯対策にも取り組んでいる。